# Kaddour M'Hamsadji
Œuvres principales
- La Dévoilée 1959
- Le Silence des cendres 1963
- Oui, Algérie 1965
- Jeu de la boûqâla 1989
- La Jeunesse de l'Émir Abd El Kader 2004
- Le petit café de mon père 2011

Kaddour M'Hamsadji, né le 8 août 1933 à Sour El-Ghozlane, est un écrivain algérien de langue française et arabe, auteur de romans, d'essais, de nouvelles, de pièces de théâtre, de contes et de poésie ainsi que chroniqueur littéraire (dans divers journaux). Il est le grand-père de l'écrivain reconnu Anys Mezzaour et de Walim Kasasni.

## Biographie

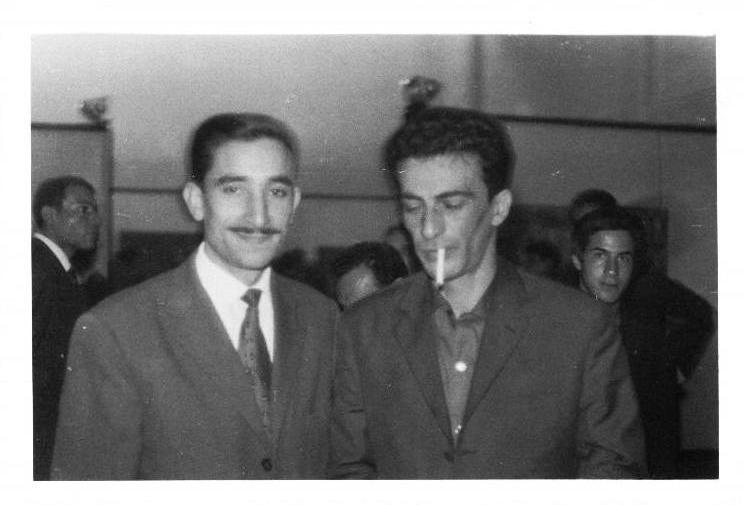
Première rencontre de Kaddour M'Hamsadji avec Kateb Yacine à l'indépendance lors du premier Salon du Livre d'Alger

Kaddour M'Hamsadji est né le 8 août 1933 à Sour El-Ghozlane, en Algérie. Il y a fait ses études primaires. Il a quitté très jeune sa ville natale pour aller étudier à Boufarik, puis à Alger, la ville de ses aïeux. Néanmoins, Sour El-Ghozlane constitue tout naturellement sa source essentielle d'inspiration. Dans plusieurs ouvrages, il a dit son enracinement dans sa ville natale et sa région et a chanté son attachement, sa profonde affection même, pour les gens de la ville, pour les gens de la campagne, pour tout ce qui donne l'honneur et le bonheur d'être parmi les siens. Et cette idée, Kaddour M'Hamsadji, l'enfant de Sour El-Ghozlane, l'a fait connaître, l'a fait aimer à ses lecteurs, non pas seulement à ceux de sa ville natale, mais aussi à ceux de tout le pays. C'est un écrivain originaire de Sour El-Ghozlane, certes, mais qui parle de l'Algérie tout entière ; dans une de ses chroniques littéraires de presse, il a dit avec raison : « Nous sommes tous nés quelque part en Algérie. »
On peut affirmer que, depuis sa première œuvre La Dévoilée, parue en 1959, soit depuis plus de cinquante ans, Kaddour M'Hamsadji a pratiqué tous les genres littéraires (théâtre, roman, poésie, conte, nouvelle, essai) et audiovisuels (presse, radio, cinéma, télévision) et dans chacune de ses œuvres, il a mis la marque de sa longue expérience personnelle de la communication audiovisuelle acquise dans le domaine général de l'éducation et de la culture.
Inspecteur de l'éducation nationale, il a été sous-directeur à l'audio-visuel, puis Directeur du Centre National d'Enseignement Généralisé (CNEG) par correspondance, radio et télévision. Il est ensuite conseiller au cabinet du ministre de l'Éducation nationale, dans le domaine de la communication éducative et fonde la revue L'École demain.

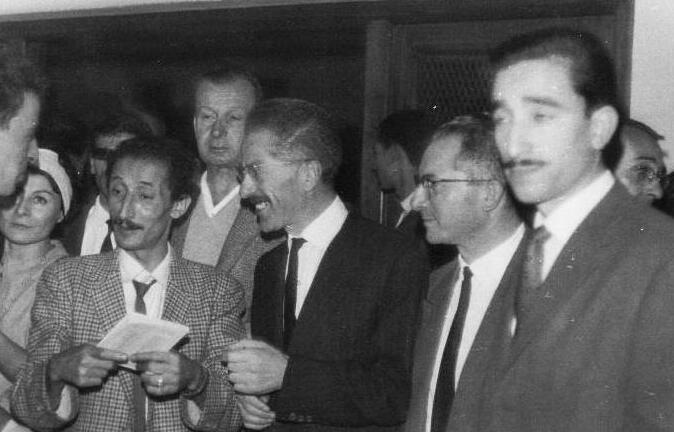
On reconnaît, à droite Kaddour M'hamsadji et au centre Mouloud Mammeri.

Il faut également mentionner que Kaddour M'Hamsadji a été membre du groupe fondateur de la première Union des Écrivains Algériens (U.E.A) (28 octobre 1963) dont Mouloud Mammeri a été le président, Jean Sénac, le secrétaire général et lui-même le secrétaire général adjoint. Mourad Bourboune et Ahmed Sefta en ont été les assesseurs. Kaddour M'Hamsadji y a côtoyé de nombreux écrivains, parmi lesquelles il a retrouvé de nombreux amis et développé aussitôt de belles amitiés avec ceux qui ne le connaissaient pas encore, dont, par exemple, les regrettés Moufdi Zakaria, Tewfik El Madani, Kateb Yacine, Malek Haddad, Laadi Flici, Ahmed Azeggagh, Salah Kherfi, Djouneïdi Khelifa, Cheïkh Mohamed Laïd Al-Khalifa, auquel, avec Mouloud Mammeri, à Batna, le dimanche 30 avril 1967, il a remis le Prix de l'Union des écrivains algériens qui lui a été décerné en partage avec Mohammed Dib.

## Œuvres dans le domaine audiovisuel
Kaddour M'Hamsadji a produit de nombreuses émissions culturelles et éducatives à la radio et à la télévision algérienne. On retient surtout :
- La Radio Algérienne[4] : les émissions "Le jeu de la Boûqâla", "Jeunes plumes", "Le temps d'un conte des Mille et unes nuits", "Le temps de lire", "Théâtre", "Spéciales culturelles";
- La télévision: des émissions scolaires à caractères scientifiques, venant en appui à l'enseignement à distance, assuré par le CNEG, et dont il a été le maître d'œuvre au plan de la communication éducative (méthodologie audiovisuelle et scénario)[5];
- Un long métrage produit par la Radiotélévision Algérienne (RTA): "Le Silence des cendres" (réalisé par Youcef Abderrahmane Sahraoui, en 1976, d'après le roman éponyme de Kaddour M'Hamsadji qui en a également écrit le scénario et les dialogues. Le Silence des cendres a été plusieurs fois diffusé à la télévision algérienne);
- Un feuilleton, produit par l'Entreprise Nationale de Production Audiovisuelle(ENPA) pour l'Entreprise Nationale de Télévision (Établissement public de télévision): "La Gazelle" (feuilleton en huit épisodes, réalisé par Youcef Abderrahmane Sahraoui, en 1991 d'après le scénario et les dialogues de Kaddour M'Hamsadji. La Gazelle a été plusieurs fois diffusé par l'ENTV et Algerian TV);

## La Presse
- De nombreux articles culturels dans plusieurs journaux dont Le Peuple, El Moudjahid, Horizons, et revues hebdomadaires dont Atlas (première revue de l'Algérie indépendante), Novembre, Révolution Africaine... Actuellement, il tient, au journal L'Expression, une rubrique hebdomadaire de présentation d'ouvrages sous le titre Le Temps de lire.
- De nombreux articles dans le domaine audiovisuel sur l'utilisation de l'image à des fins éducatives.

## L'Édition
- (Spécialement dans le domaine audiovisuel): Concevoir une émission éducative, contribution à la méthodologie d'un enseignement à distance, éd.OPU, Alger 1994.

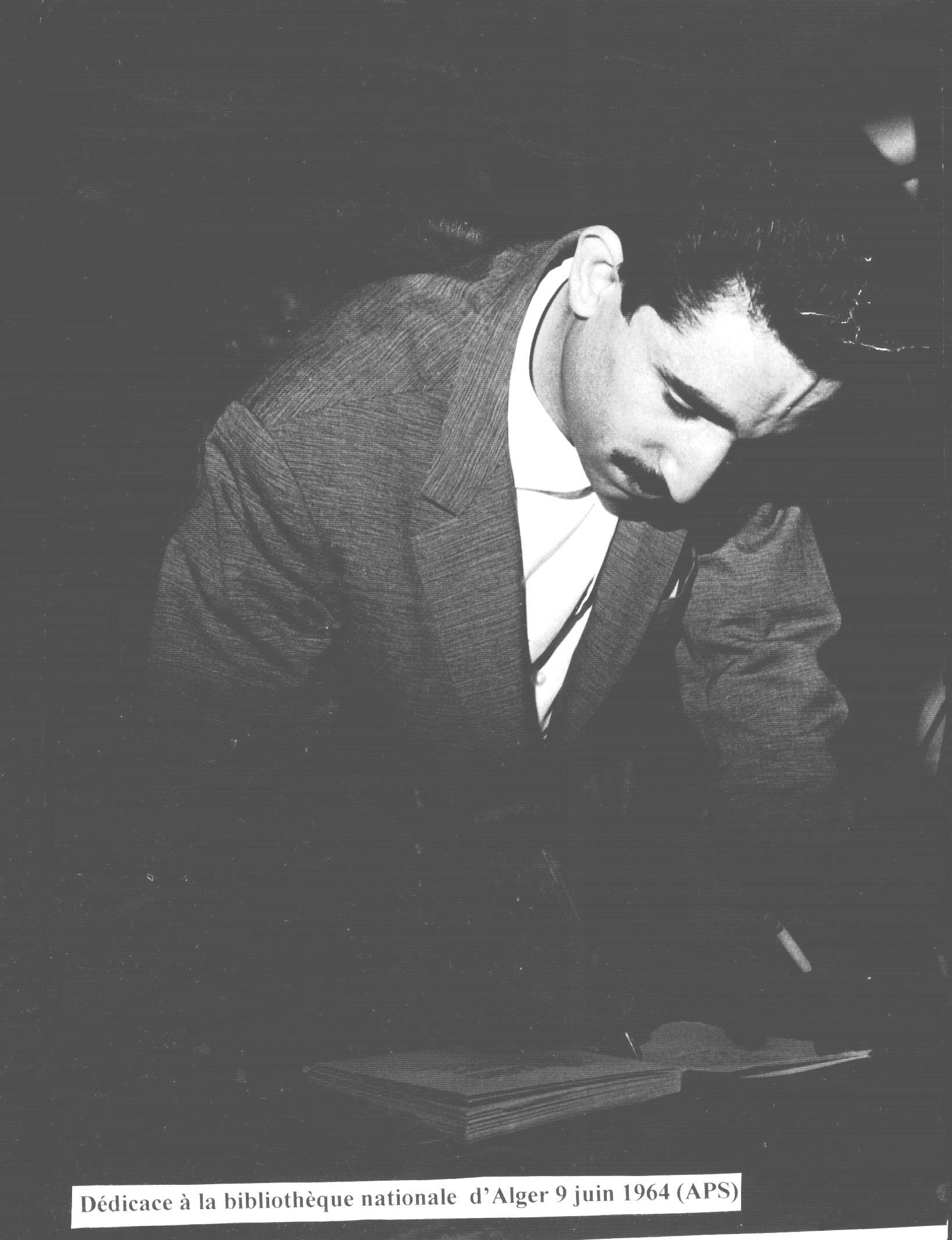
Toute première séance de dédicace de Kaddour M'Hamsadji

- (Spécialement dans le domaine littéraire): voir ci-dessous "Principales œuvres littéraires".

## Principales œuvres littéraires
- La Dévoilée, théâtre, avec un jugement d'Albert Camus et une préface d'Emmanuel Roblès, Éditions Subervie (France), 1959.
- Le Silence des cendres[6], roman, Éditions Subervie (France), 1963. (Traduit en chinois, Pékin, 1965).
- Çamtou er-ramâdh (Le Silence des cendres), Éditions Subervie (France), traduit aussi en arabe par le Dr Hanafi Benaïssa (Université d'Alger), en feuilleton in Al-Chaab, Alger, 1964.
- Oui, Algérie[7], poèmes, illustrations de Rezki Zérarti, Éditions Subervie (France), 1965. (Recueil partiellement traduit en russe, anglais, arabe, slovène, espagnol, polonais, hongrois).
- Le coq du Bûcheron, conte, couverture et 6 illustrations de Khadda (non signées), Éditions S.N.E.D. (Algérie), 1967. (Traduit en russe).
- Fleurs de novembre, nouvelles, Éditions S.N.E.D. (Algérie), 1969. (Partiellement traduit en bulgare).
- La fillette, le cheval et le colon, conte, en arabe, Éditions E.N.A.L. (Algérie), 1984.
- Aller à Άrafât, notes de pèlerinage, Éditions E.N.A.L. (Algérie), 1986.
- Jeu de la boûqâla, essai, Éditions O.P.U. (Algérie), 1989.
- L'Allusion faite à ma voisine, essai, illustrations de Kamel Eddine Matiben, Éditions O.P.U. (Algérie), 1991.
- Concevoir une émission éducative, essai, Éditions O.P.U. (Algérie), 1994.
- Le rêve derrière soi, roman, Casbah Éditions (Algérie), 2000.
- Le Jeu de la boûqâla, essai, nouv.éd, Éditions O.P.U. (Algérie), 2002, rééd. 2003.
- La Jeunesse de l'Émir Abd El Kader, essai, Éditions O.P.U. (Algérie), 2004.
- Sultân Djezâïr, essai, suivi de Chansons des Janissaires turcs d'Alger (fin du XVIIIe siècle) par Jean Deny, Éditions O.P.U. (Algérie), 2005.
- Chabâb el amîr Άbd el Qâdar, version arabe de La Jeunesse de l'Émir Άbd el Kader, par Mokhtar Mehamsadji, Éditions O.P.U. (Algérie), 2007.
- El Qaçba, zemân, tome 1: Histoire (De l'Île aux mouettes à la Casbah. La Casbah d'Alger autrefois), essai, Éditions O.P.U. (Algérie), 2007.
- El Qaçba, zemân, tome 2: Le Mariage (Mémoires de mouette: de l'art d'une tradition multiple à quelques mots et expressions; Mémoires ancestrales: la fête aux mille vertus), essai, Éditions O.P.U. (Algérie), 2009.
- Le Petit café de mon père, récits au passé, autobiographie, Éditions O.P.U. (Algérie), 2011.
- À Quoi Sert le Livre ?, Essai, Éditions ENAG (Algérie), 2013.
- La Quatrième épouse, Roman, Casbah Éditions, 2016.
- Le Fil de l'Âme, Khayt Er-Rouh, poèmes et mélanges, Éditions O.P.U. (Algérie), 2017.
- Le Juste qui sommeille, hommage à Mouloud Mammeri, Éditions O.P.U. (Algérie), 2017.
- Le Soleil en fin de journée, (Chems El Achia), Éditions O.P.U. (Algérie), 2018.
- La Poétique de l’œil, Essai, Éditions O.P.U. (Algérie), 2019

## Anthologies
- Ali El Hadj Tahar, Encyclopédie de la poésie algérienne de langue française, 1930-2008 (en deux tomes), Alger, Éditions Dalimen, 2009, 956 pages  (ISBN 978-9961-759-79-0)

## Scénarios et dialogues de films
- Le Silence des cendres, long métrage. Réalisation Youcef Abderrahmane Sahraoui, production R.T.A. (Algérie), 1976.
- La Gazelle, feuilleton en huit épisodes. Réalisation Youcef Abderrahmane Sahraoui, production E.N.P.A. (Algérie), 1991.

## Hommages et reconnaissances
- Un double hommage lui a été organisé à Sour El-Ghozlane puis à Bouïra, en 2007, au cours duquel, il a déclaré : « C'est là l'hommage de reconnaissance et d'estime en même temps que le plus merveilleux, le plus émouvant et le plus fraternel, que l'on a pu me faire. »
- Un vibrant hommage a été organisé en son honneur, sous le thème "50 ans d'écriture", le 24 janvier 2008 par la Bibliothèque nationale d'Alger (El-Hamma).

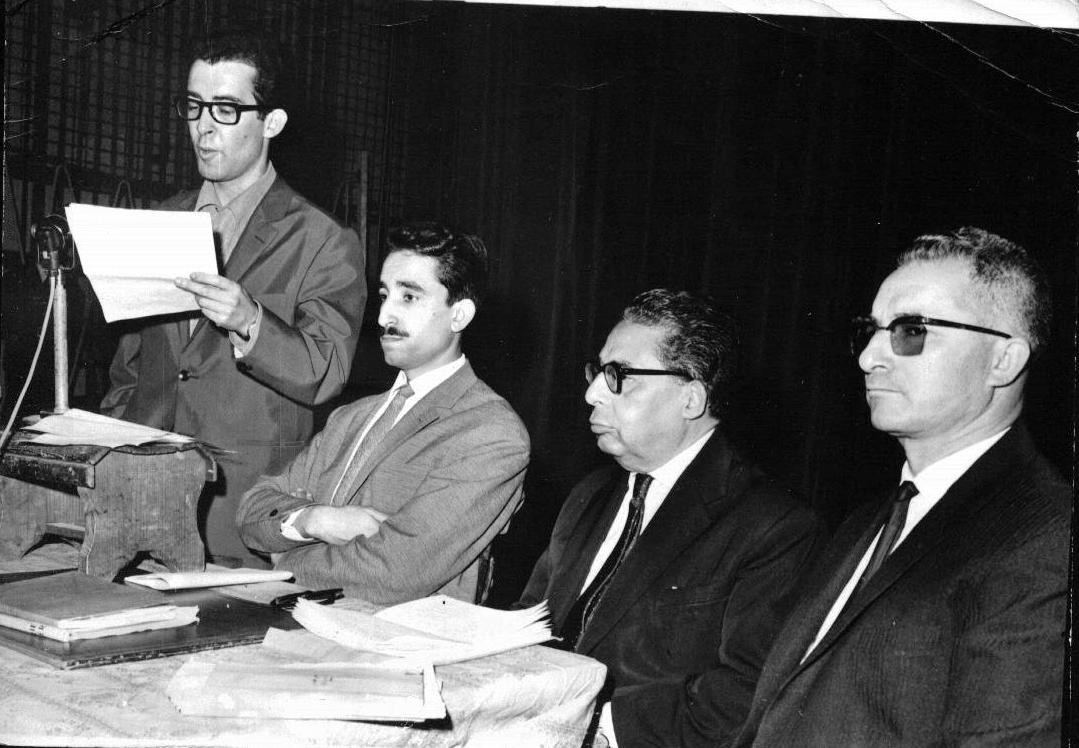
Conférence sur l'Émir Abdelkader (81e anniversaire de sa mort), à Alger, le 29 mai 1964. De gauche à droite: Mourad Bourboune, Kaddour M'Hamsadji, Moufdi Zakaria et Ahmed Sefta
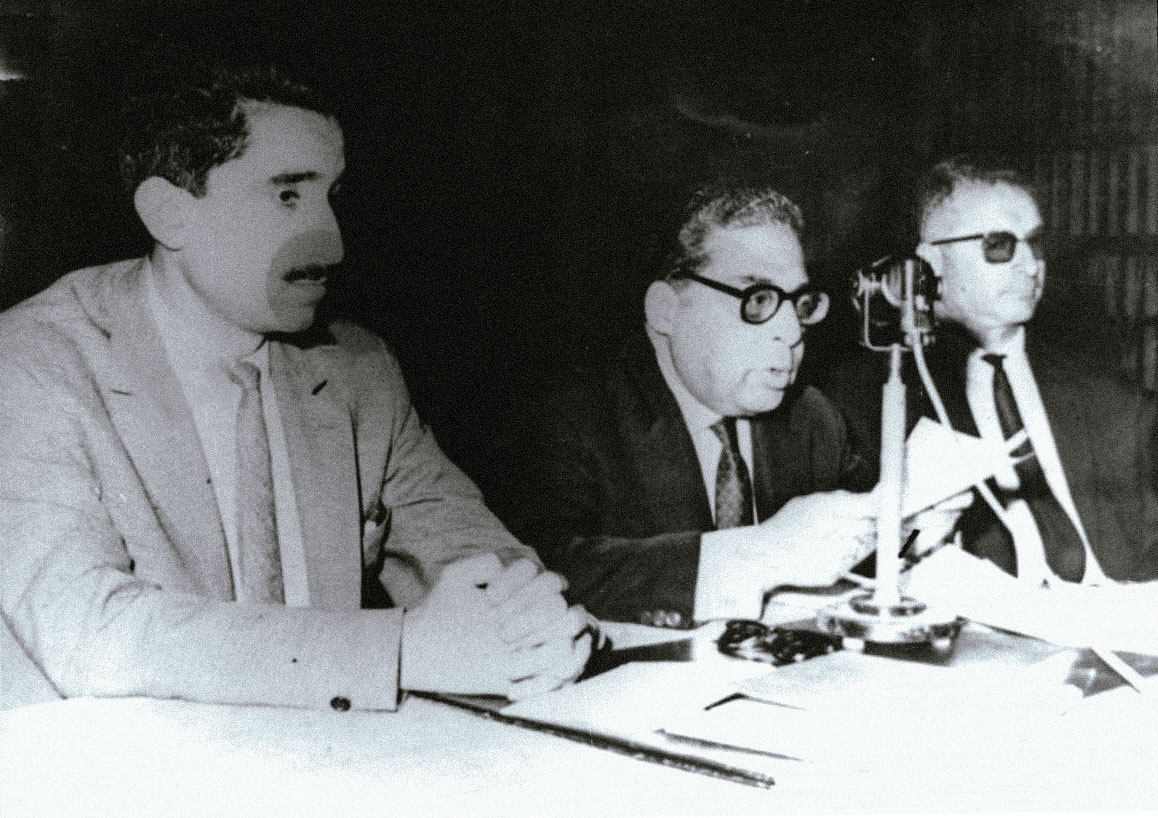
Kaddour M'Hamsadji, Moufdi Zakaria et Ahmed Sefta (29 mai 1964) au Théâtre National Algérien.